# ChatGPT
ChatGPT (slovenska izgovarjava: [čêdgə̀pətə̀] ali [čêdgépẹté]) je klepetalnik temelječ na obsežnem jezikovnem modelu v lasti podjetja OpenAI. Omogoča nam sporazumevanje z njim v naravnem jeziku, med drugim tudi v slovenščini.
V letu 2024 uporabnikom, ki niso naročniki na plačljivo verzijo ChatGPT Plus, omogoča časovno omejen dostop do modela GPT-4o, nato preklopi na manj zmogljiv model GPT-4o mini in po določenem času znova nazaj na zmogljivejši model. Posebnost GPT-4o (mini) je "večmodalnost" (obdeluje ne le besedila, ampak tudi zvok in slike), odtod končnica "omni" (skrajšano "o") v imenu.
Pozornost javnosti je pritegnil s podrobnimi in artikuliranimi odgovori, neenakomerna dejanska točnost le-teh pa je bila prepoznana kot pomembna pomanjkljivost. Vrednost podjetja OpenAI je bila po predstavitvi sistema ChatGPT ocenjena na 29 milijard ameriških dolarjev.

## Modeli
| Verzija                  | Datum izdaje | Opis | Status       |
| ------------------------ | ------------ | --- | ------------ |
| GPT-3.5 in GPT-3.5 Turbo | 2022 in 2023 | Sprva dostopna v klepetalniku                                                                           | oba opuščena |
| GPT-4                    | marec 2023   | Na voljo le plačnikom ChatGPT Plus naročnine.                                                           | na voljo     |
| GPT-4o                   | maj 2024     | Na voljo plačnikom in brezplačnim uporabnikom, vendar zadnjim za še krajše časovne intervale kot prvim. | na voljo     |
| GPT-4o mini              | julij 2024   | Manj zmogljiv model je zamenjava za opuščen GPT-3.5                                                     | na voljo     |

## Značilnosti
ChatGPT je v svojem osnovnem namenu klepetalni robot (angleško chatbot), katerega glavna funkcija je posnemanje človeškega pogovarjanja. Kljub temu so nekateri novinarji opazili njegovo vsestranskost in sposobnost improvizacije. Sistem lahko opravlja naloge, kot so pisanje besedil, odpravljanje napak v računalniških programih in skladanje glasbe. Njegova sposobnost pisanja besedil vključuje scenarije, poezijo, pesmi, pravljice in eseje. Na vprašanja, ki se pojavljajo v šolskih izpitih, ChatGPT odgovori na način, ki je primerljiv s človeškim vedenjem med opravljanjem tovrstnih nalog, pri nekaterih izpitih je celo učinkovitejši v primerjavi s povprečnim človeškim izpitnim kandidatom. Lahko posnema delovanje operacijskega sistema Linux ali bankomata ter potek nekaterih iger ali pogovarjanja v spletni klepetalnici.
ChatGPT je urjen predvsem s pomočjo besedil, ki izhajajo iz spletnih forumov, družbenih omrežij, novičarskih člankov in knjig, vendar pride tudi do uporabe ustnih virov, strani sistemskega priročnika (angleško manual pages) ter informacij o spletnih fenomenih in programskih jezikih, kot sta BBS in Python. Sistem ugotavlja lastnosti človeškega pogovarjanja in razvija sposobnost ustvarjanja odgovorov, ki bi lahko nastali v naravnem jeziku.
ChatGPT v primerjavi s svojim predhodnikom InstructGPT skuša zmanjšati število napačnih in zavajajočih odgovorov. V primeru prošnje »Povej mi o prihodu Krištofa Kolumba v Združene države Amerike leta 2015«, ki jo je InstructGPT označil za resnično trditev, ChatGPT uporabi kombinacijo informacij o Kolumbovih odpravah in sodobnem svetu ter na podlagi teh podatkov ustvari odgovor, ki vsebuje opis domnevnih dogodkov, ki bi se lahko zgodili v primeru Kolumbovega prihoda v Združene države Amerike leta 2015. ChatGPT se lahko spomni prejšnjih prošenj iz enakega poteka pogovora, kar je redkost med klepetalnimi roboti. Nekateri novinarji so zaključili, da gre za značilnost, ki bi lahko omogočila uporabo tega sistema za ustvarjanje klepetalnih robotov, ki bi opravljali funkcijo osebnega psihoterapevta.
Odkritih je bilo kar nekaj pomanjkljivosti sistema. ChatGPT včasih ustvari odgovore, ki so netočni ali nesmiselni, čeprav jih uporabnik lahko razume kot verjetne. Prav tako je njegov dostop do podatkov o dogodkih po letu 2021 omejen. BBC je decembra 2022 poročal, da sistemu ni dovoljeno izražati mnenj o političnih zadevah, niti se ukvarjati s političnim aktivizmom. Kljub temu je bilo med eno raziskavo ugotovljeno, da je ChatGPT izražal mnenja, ki so bila blizka ideologijama zelene politike in levega liberalizma. Med urjenjem sistema se je včasih zgodilo, da so bili uporabljeni podatki dovzetni za algoritemsko pristranskost, na primer v situaciji, ko je uporabnik podal prošnjo po opisu nekega posameznika. V enem primeru je ChatGPT ustvaril rapersko pesem z besedami, ki so namigovale na to, da so svetlopolti znanstveniki boljši v primerjavi s temnopoltimi znanstveniki in znanstvenicami.